# هانس ويليمز
هانس ويليمز (بالهولندية: Hans Willems)‏ هو ربان ‏ هولندي، ولد في 22 مارس 1934 في أمستردام في هولندا.

## وصلات خارجية
- هانس ويليمز على موقع أوليمبيديا (الإنجليزية)